# ISO 3166-2:TN
ISO 3166-2:TN es la entrada para Túnez en ISO 3166-2, parte de los códigos de normalización ISO 3166 publicados por la Organización Internacional de Normalización (ISO), que define los códigos para los nombres de las principales subdivisiones (p.ej., provincias o estados) de todos los países codificados en ISO 3166-1.
En la actualidad, para Túnez los códigos ISO 3166-2 se definen para 24 gobernaciones.
Cada código consta de dos partes, separadas por un guion. La primera parte es TN, el código ISO 3166-1 alfa-2 para Túnez .La segunda parte tiene dos cifras.

## Códigos actuales
Los nombres de las subdivisiones se ordenan según el estándar ISO 3166-2 publicado por la Agencia de Mantenimiento ISO 3166 (ISO 3166/MA).
Pulsa sobre el botón en la cabecera para ordenar cada columna.
| Código | Nombre de la subdivisión (ar) (nombres convencionales) |
| ------ | ------------------------------------------------------ |
| TN-31  | Béja                                                   |
| TN-13  | Ben Arous                                              |
| TN-23  | Bizerta                                                |
| TN-81  | Gabes                                                  |
| TN-71  | Gafsa                                                  |
| TN-32  | Jendouba                                               |
| TN-41  | Kairuán                                                |
| TN-42  | Kasserine                                              |
| TN-73  | Kebili                                                 |
| TN-12  | Ariana                                                 |
| TN-14  | Manouba                                                |
| TN-33  | Kef                                                    |
| TN-53  | Mahdia                                                 |
| TN-82  | Medenine                                               |
| TN-52  | Monastir                                               |
| TN-21  | Nabeul                                                 |
| TN-61  | Sfax                                                   |
| TN-43  | Sidi Bou Said                                          |
| TN-34  | Siliana                                                |
| TN-51  | Susa                                                   |
| TN-83  | Tataouine                                              |
| TN-72  | Tozeur                                                 |
| TN-11  | Túnez                                                  |
| TN-22  | Zaghouan                                               |

## Cambios
Los siguientes cambios de entradas han sido anunciados en los boletines de noticias emitidos por el ISO 3166/MA desde la primera publicación del ISO 3166-2 en 1998, cesando esta actividad informativa en 2013.
| Informe         | Fecha de emisión                     | Descripción del cambio reportado                                                  | Cambio de código o subdivisión        |
| --------------- | ------------------------------------ | --------------------------------------------------------------------------------- | ------------------------------------- |
| Newsletter I-5  | 5/9/2003                             | Se añade una nueva gobernación. Se actualizan las fuentes de lista y de código    | Subdivisiones añadidas: TN-14 Manouba |
| Newsletter I-6  | 8/3/2004                             | Se ajusta la forma del nombre en TN-14. Se actualiza la lista de origen           |                                       |
| Newsletter II-3 | 13/12/2011 (corregido el 15/12/2011) | Evolución del topónimo, reordenación alfabética y se actualiza la lista de origen |                                       |